# Mesjid Guci Rumpong
Mesjid Guci Rumpong is een bestuurslaag in het regentschap Pidie van de provincie Atjeh, Indonesië. Mesjid Guci Rumpong telt 314 inwoners (volkstelling 2010).